# Skizze

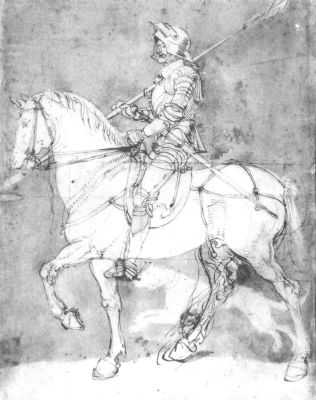
Skizze von Albrecht Dürer

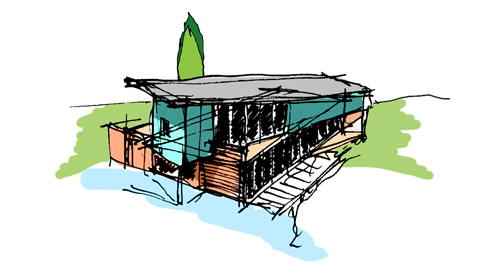
Architekturskizze

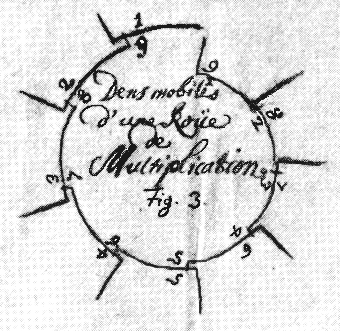
Skizze eines Sprossenrades aus der Hand von Gottfried Wilhelm Leibniz

Landkartenskizze im Ämteratlas des Fürstentums Braunschweig-Wolfenbüttel, Gottfried Mascop, 1574

Die Skizze (italienisch schizzo) ist der Versuch der Darstellung einer Idee, auch ein Entwurf, ein Konzept, ein erster Überblick. Der Begriff wird in unterschiedlichen Zusammenhängen benutzt.

## Bildende Kunst
In der bildenden Kunst dient sie als Grundlage für ein späteres Werk, eine Vorzeichnung, die nicht detailliert oder ausgearbeitet sein muss, aber die für den Künstler wesentlichen Impressionen enthält. Berühmte Skizzenbücher wie von Leonardo da Vinci und Edgar Degas werden manchmal selbst als Kunstobjekte angesehen. Vor allem in diesem Fall ist auch die Bezeichnung Studie üblich.
Als Vorzeichnung oder Unterzeichnung wird in der bildenden Kunst auch eine Skizze bezeichnet, die vor der Ausführung einer Malerei auf ihrem Bildträger gezeichnet und anschließend mit einer oder mehreren Farbschichten übermalt wird.

## Architektur
In der Architektur verhält es sich ähnlich. Die Skizze dient dem Architekten als schnelle Gedächtnisstütze und als einfache Ausdrucksmöglichkeit, bei der es nicht auf Genauigkeit, sondern die markante Darstellung einer Idee ankommt. Darstellungsmittel sind weiche Bleistifte, Buntstifte oder Filzstifte, Faserstifte, Kugelschreiber wie auch Aquarelle, Kreide und Kohle auf Skizzenpapier-Rollen, Skizzenbüchern oder die berühmte „Serviette beim Italiener“. Seit einigen Jahren ermöglichen Grafikprogramme wie Sketchup, auch im Computer erstellten Modellen ein skizzenhaftes Erscheinungsbild zu geben.

## Mathematik
In der Mathematik stellt man Graphen in ihrem wesentlichen Verlauf als Skizze dar. Eine Besonderheit ist die Planskizze in der Geometrie, die einen groben Überblick verschafft, aber metrisch nicht korrekt sein muss.

## Musik
In der Musik können Skizzen sowohl einfache, jedoch formal ausgesetzte Stücke, als auch verbal formulierte musikalische Gedanken sein. Viele Komponisten haben eine eigene, mehr oder weniger formale Notation entwickelt. Vereinzelt wird für eine musikalische Skizze der französische Begriff der Esquisse verwendet.

## Vermessungstechnik
In der Vermessungstechnik wird die Feldskizze verwendet, um die Situation im Vermessungsgebiet festzuhalten. Dazu werden die Objekte von Interesse sowie zusätzliche Information, zum Beispiel die Art der Vermarkung von Grenzpunkten, in einem skizzierten, ungefähr maßstabsgerechten Lageplan erfasst. Außerdem enthält die Feldskizze das Datum und den Ersteller der Aufnahme, eine Angabe über den näherungsweisen Maßstab und einen Nordpfeil. Kompasse verschiedener Bauart, Maßband, ev. Messtisch mit Kippregel oder Diopterlineal sind neben allgemeinem Schreib- und Zeichengerät wichtige Hilfsmittel. Durch die zunehmende Automatisierung von Vermessungsarbeiten hat die Feldskizze heute nicht mehr so große Bedeutung. Sie wird häufig ersetzt durch die computergestützte Auswertung in Form von codierter Aufnahme mit elektronischem Feldbuch, Laserscanning und digitaler Fotografie.